# Henri Monteux
Pour les articles homonymes, voir Monteux.
Henri Philippe Moïse Monteux est un acteur français né à Paris 9e le 23 février 1874 et mort le 12 avril 1943 au camp de concentration d'Oranienburg-Sachsenhausen (Allemagne), où il avait été déporté en raison de ses origines juives.
Il est le frère des chefs d'orchestre Paul Monteux-Brisac (1862-1928) et Pierre Monteux (1875-1964).

## Théâtre
- 1894 : Viens, pièce d'Edmond Sée, au théâtre des Lettres (mars)
- 1894 : Cabotins !, comédie en quatre actes d'Edouard Pailleron, au Théâtre-Français (29 novembre)
- 1895 : Frères, pièce d'Herman Bang, à la Comédie-Parisienne (22 juin) : Eric
- 1895 : La Gardienne, pièce d'Henri de Régnier, à la Comédie-Parisienne (22 juin) : le frère d'armes
- 1895 : La Vie, pièce en trois actes d'Adolphe Thalasso, au théâtre de l'Odéon (septembre)
- 1896 : Le prêcheur converti, comédie-à-propos en un acte en vers de Jules Clarétie et Henri Potez, au théâtre de l'Odéon (3 janvier) : Molière
- 1896 : Le More de Venise, drame en cinq actes et huit tableaux en vers d'Alfred de Vigny d'après la pièce de William Shakespeare, au théâtre de l'Odéon (12 janvier) : Othello
- 1896 : Pour la couronne, drame en cinq actes en vers de François Coppée, au théâtre de l'Odéon (21 janvier) : Constantin Brancomir
- 1896 : Marino Faliero, drame en cinq actes en vers de Casimir Delavigne, au théâtre de l'Odéon (27 janvier) : Fernando
- 1896 : La Galante surprise, à-propos en un acte d'André Dumas, au théâtre de la Gaîté (12 janvier)
- 1896 : Les Yeux clos, pièce en un acte de Michel Carré, au théâtre de l'Odéon (1er décembre) : Saïto
- 1897 : Les Irréguliers, pièce en trois actes d'Alfred Bonsergent et Charles Simon, au théâtre de l'Odéon (7 mai) : Robert Morel
- 1897 : Le Demi-monde, d'Alexandre Dumas fils, au théâtre des Variétés (11 décembre) : Raymond de Nanjac
- 1898 : Mesure pour mesure, pièce de William Shakespeare, au Cirque d'été (10 décembre) : Claudio
- 1902 : Nos deux consciences, pièce en trois actes de Paul Anthelme, au théâtre de la Porte-Saint-Martin (15 novembre) : Dubois
- 1904 : Amphitryon, comédie en trois actes de Molière, au théâtre antique d'Orange (14 août) : Amphitryon
- 1904 : Andromaque, tragédie en trois actes de Racine, au théâtre antique d'Orange, (14 août) : Pyrrhus
- 1904 : L'Arlésienne, drame en trois actes et cinq tableaux d'Alphonse Daudet, au théâtre antique d'Orange (15 août) : Mitifio
- 1905 : Les Oberlé, pièce d'Edmond Haraucourt d'près le roman de René Bazin, au théâtre de la Gaîté (17 novembre) ; Jean Oberlé
- 1917 : Cyrano de Bergerac, pièce en cinq actes en vers d'Edmond Rostand, au théâtre de la Porte-Saint-Martin (janvier) : de Valvert
- 1907 : L'Affaire des poisons, drame historique en cinq actes et un prologue de Victorien Sardou, au théâtre de la Porte-Saint-Martin (7 décembre) : Carloni
- 1908 : Le Cid, tragi-comédie en cinq actes en vers de Pierre Corneille, au théâtre de la Porte-Saint-Martin (janvier)
- 1908 : La Femme X..., pièce d'Alexandre Bisson, mise en scène de Louis Péricaud, au théâtre de la Porte-Saint-Martin (15 décembre) : Raymond
- 1909 : La Fille de Pilate, pièce de René Fauchois, au théâtre de la Porte-Saint-Martin (8 avril) : Jésus
- 1909 : Pierre de lune, pièce en cinq actes et sept tableaux de Louis Péricaud et Henri Desfontaines d'après The Moonstone de Wilkie Collins, au théâtre de la Porte-Saint-Martin (15 juin) : Franklin Blake
- 1909 : Nick Carter, pièce en 5 actes et 8 tableaux d'Alexandre Bisson et Guillaume Livet, au théâtre de l'Ambigu (4 novembre) : Nick Carter
- 1919 : Pendant la ruée, pièce dramatique en trois actes de Laurent Auberge de Garcias, au palais de la Mutualité (24 avril) : Jean-Paul
- 1921 : Monsieur de Pourceaugnac, comédie-ballet en trois actes de Molière, à la Comédie-Française (15 novembre) : le second médecin grotesque
- 1922 : Paul et Virginie, tragédie en quatre actes de Lucien Népoty et Edmond Guiraud d'après Bernardin de Saint-Pierre au théâtre Sarah-Bernhardt (21 décembre) : M. de la Bourdonnaye
- 1923 : Mon bébé, pièce en trois actes de Maurice Hennequin d'après Baby mine de Margaret Mayo, au théâtre Sarah-Bernhardt (janvier) : le maître d'hôtel
- 1923 : Mozart, pièce en quatre actes et sept tableaux de Maurice Landay, au théâtre des Fleurs de Vichy (mai) : Mozart
- 1924 : L'Aiglon, drame en cinq actes en vers d'Edmond Rostand, au théâtre Sarah-Bernhardt (juin)
- 1925 : L'Archange, pièce de Maurice Rostand, mise en scène d'Harry Baur, au théâtre Sarah-Bernhardt (19 mars) : le général d'Espernon
- 1925 : Mon curé chez les riches, pièce d'André de Lorde et Pierre Chaine, d'après le roman de Clément Vautel, au théâtre Sarah-Bernhardt (4 mai) : Monseigneur Sibué
- 1926 : Deburau, comédie en quatre actes et un prologue de et avec Sacha Guitry, au théâtre Sarah-Bernhardt (9 octobre) : le médecin
- 1927 : Les Amants de Paris, pièce en quatre actes de Pierre Frondaie, au théâtre Sarah-Bernhardt (20 octobre) : Poinnet
- 1929 : Tristan et Iseut, pièce en trois actes et neuf tableaux de Joseph Bédier et Louis Artus, mise en scène d'André Brulé, au théâtre Sarah-Bernhardt (20 janvier) : Dinas de Lidan
- 1931 : La Dame aux camélias, drame en cinq actes d'Alexandre Dumas fils, au théâtre Sarah-Bernhardt (mai) : Georges Duval
- 1932 : Une jeune fille espagnole, comédie romanesque en trois actes et quatre tableaux de Maurice Rostand, au théâtre Sarah-Bernhardt (10 janvier) : le général
- 1932 : Gai ! marions-nous, d'Albert Acremant d'après le roman de Germaine Acremant, au théâtre Sarah-Bernhardt (mars)
- 1934 : Alibi 14, pièce en quatre actes de Jean Guitton, au théâtre Sarah-Bernhardt (février) : Sellier
- 1934 : Ces dames aux chapeaux verts, comédie comique en trois actes et un prologue d'Albert Acremant d'après le roman Germaine Acremant, au théâtre Sarah-Bernardt (mars) : M. le Grand Doyen
- 1934 : Le Danseur inconnu; pièce en trois actes de Tristan Bernard, au théâtre Sarah Bernhardt (16 juin)
- 1937 : Pas de ça chez nous, d'après It can't happen here de John G. Moffit et Sinclair Lewis, adaptation française de Jacques Chabannes, au Théâtre de la Renaissance (Paris) (avril)
- 1938 : Font-aux-cabres, d'après Fuenteovejuna de Lope de Vega, adaptation de Jean Cassou et Jean Camp, au théâtre Sarah-Bernhardt (29 janvier)
- 1938 : Probadjong, pièce en trois actes de Paul Vialar, au théâtre des Arts (avril)
- 1938 : Là-bas, pièce en trois actes de Titaÿna, mise en scène de Georges Pitoëff, au théâtre des Mathurins (3 novembre) : Fortuné

## Filmographie
- 1913 : Un roman parisien, d'Adrien Caillard : le baron Chevrial
- 1914 : La Maison du baigneur, d'Adrien Caillard et Albert Capellani : Siete Iglesias
- 1914 : Je t'aime (réalisateur anonyme)
- 1928 : L'Équipage, de Maurice Tourneur : Mathieu, l'ordonnance
- 1938 : Mon curé chez les riches, de Jean Boyer : Monseigneur Sibué
- 1938 : La Brigade sauvage, de Marcel L'Herbier
- 1939 : Cavalcade d'amour, de Raymond Bernard : Joseph

## Distinctions
- Officier d'Académie (arrêté du ministre de l'Instruction publique et des Beaux-Arts du 1er janvier 1905)[3]